# Arkopal
Arkopal je sintetički mliječnobijeli termostabilni materijal, sličan finom porcelanu. Uglavnom se koristi za pravljenje čaša/šolja, tanjira, zdjela/činija i sličnog posuđa; ovakvo posuđe ne može da se okrnji već se razbije (u veće komade), s tim da je čvrste strukture pa teško dolazi do pucanja. Arkopal je nekoliko puta jači od porcelana i siguran je materijal za izradu posuđa. Sporo se zagrijava (dobro čuva toplotu). Poznat je španski i francuski arkopal.